# Dedo medio
El dedo medio, dedo mayor, dedo corazón o dedo cordial (digitus medius en latín) es el tercer dedo de la mano y se encuentra entre el dedo índice y el anular. Es el dedo más largo de la mano.

## Gesto
En el ámbito popular, el gesto de levantar el dedo en forma vertical con el resto de los dedos cerrados en puño y la yema mirando a la cara del que hace el gesto, se considera un insulto hacia la persona a la que va dirigido.